# Omar Assar
Omar Muhammadi Muhammad Muhammad Assar (Desouk, 22 juli 1991) is een Egyptisch professioneel tafeltennisser. Hij speelt rechtshandig met de shakehandgreep.
Hij vertegenwoordigde zijn land op de Olympische Zomerspelen 2012, 2016 en 2020⁣, maar won daar geen medailles. Hij werd in 2020 vijfde na verlies in de kwartfinale tegen de latere winnaar Ma Long.